# 吉井町 (群馬縣)
吉井町（日语：／ Yoshii machi */?）是群馬縣多野郡的一町，已於2009年6月1日併入高崎市。